# Margitta Schmidtke

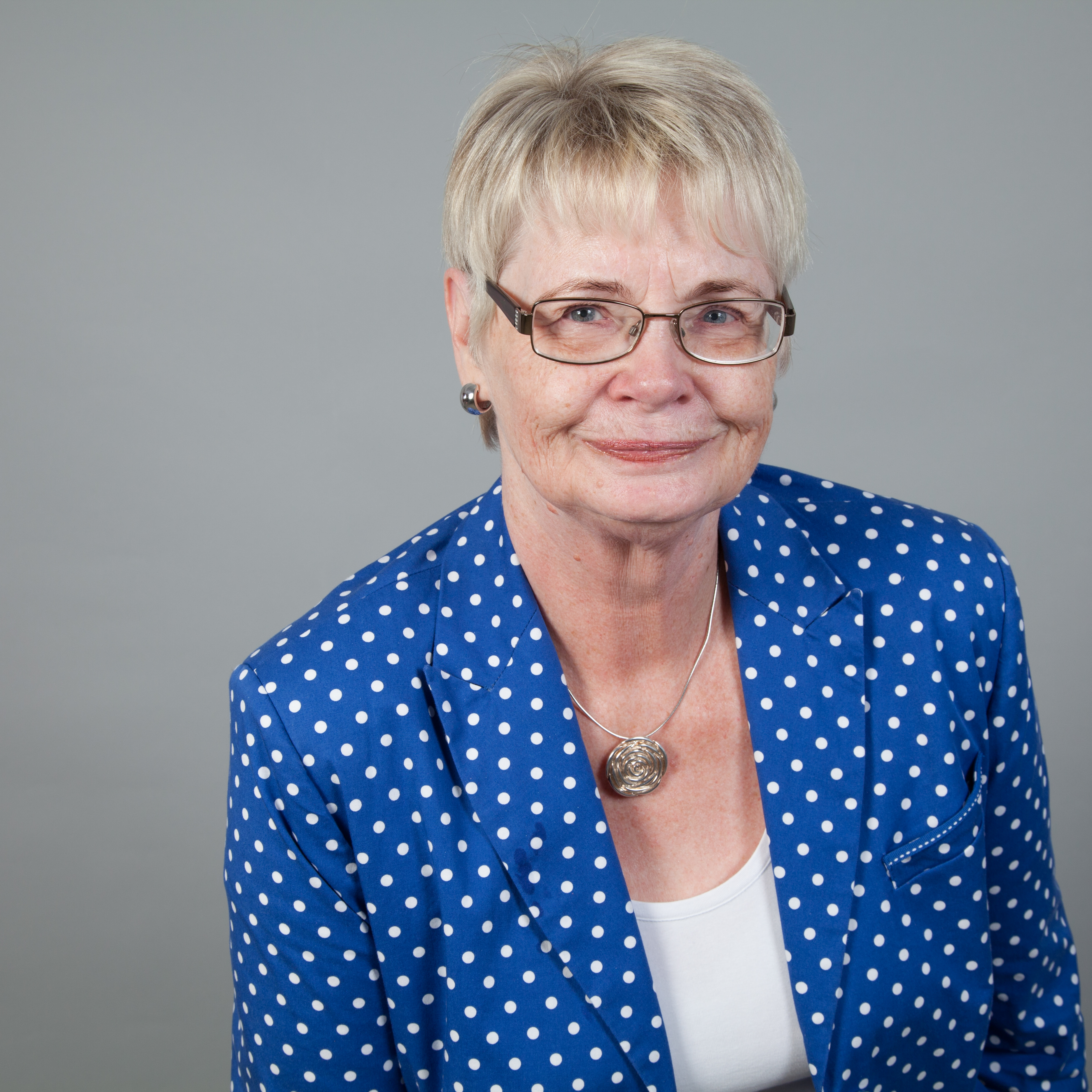
Margitta Schmidtke 2014

Margitta Schmidtke (* 28. Oktober 1944 in Straßgräbchen in Sachsen) ist eine bremische Politikerin (SPD) und sie war Abgeordnete in der Bremischen Bürgerschaft.

## Biografie

### Familie, Ausbildung und Beruf
Schmidtke besuchte die Volksschule, die Handelsschule und die Haushaltsschule und schloss mit der Mittleren Reife ab. Margitta Schmidtke machte eine Ausbildung zur Kinderkrankenschwester. Sie ist seit dem Jahr 1963 Hausfrau.
Sie ist verheiratet und hat vier eigene Kinder und zurzeit sechs Pflegekinder. Insgesamt hat sie in über vierzig Jahren über hundert Pflegekinder bei sich aufgenommen, zeitweilig lebten elf Kinder gleichzeitig in ihrem Haushalt.

### Politik
Schmidtke ist seit dem Jahr 1983 Mitglied der SPD. Sie war bis 1997 Vorsitzende des SPD-Ortsvereins Rönnebeck. Von 1999 bis 2003 ist sie Zweite Vorsitzende des SPD-Unterbezirks Nord. 
Sie war in den Jahren 1993 bis 2003 Mitglied des Beirats beim Ortsamt Blumenthal und war dabei von 1999 bis 2003 Vorsitzende der SPD-Fraktion im Beirat und Sprecherin des Beirats. 
Schwerpunkt ihrer politischen Tätigkeit ist die Bildungs- und Sozialpolitik. Sie sieht diesen Politikbereich als einen wichtigen Bestandteil der Programmatik ihrer Partei.
Von 2003 bis 2015 war sie Abgeordnete in der Bremischen Bürgerschaft. In der 18. Wahlperiode war sie ab 2011 Mitglied der Bremischen Bürgerschaft als Nachrücker für ein Senatsmitglied.

Sie war vertreten im
Ausschuss für die Gleichstellung der Frau,
Betriebsausschuss KiTa Bremen,
Betriebsausschuss Werkstatt Bremen,
Jugendhilfeausschuss und im
Landesjugendhilfeausschuss sowie in der
städtischen Deputation für Bildung und der
städtischen Deputation für Soziales, Kinder und Jugend. Für diese Deputationen ist sie Ansprechpartnerin für behindertenpolitische Fragen.

## Ehrungen
Im Jahr 2005 erhielt Margitta Schmidtke das Bundesverdienstkreuz am Bande, da sie in 41 Jahren neben ihren vier eigenen Kindern über hundert Pflegekinder bei sich aufgenommen hatte.